# Filiação
A filiação é a ligação de uma pessoa a outra a partir do reconhecimento da parentalidade da mesma, ou seja, a ligação do filho com os seus pais, seja biologicamente ou por adoção.
A filiação é um direito reconhecido a filhos originados ou não pelo casamento, incluindo ainda os adotivos, sendo todos portadores dos mesmos direitos. O código civil brasileiro veda qualquer tipo de discriminação de filhos adotivos e nascidos fora do casamento.
Filiação natural é a relação existente entre o filho e as pessoas que o geraram. Os pais podem reconhecer o filho conjunta ou separadamente, antes ou depois do seu nascimento e até após a sua morte, se deixar descendentes. O reconhecimento do estado de filiação constitui direito personalíssimo indisponível e imprescindível, exercitável contra os pais e os seus herdeiros sem qualquer restrição.